# Дрібнотка червонувата
Дрібнотка червонувата (Cephaloziella rubella) — вид печіночників порядку юнгерманіальних (Jungermanniales).

## Поширення
Батьківщиною є Європа, Макаронезія, Азія, Північна Америка.